# 수해

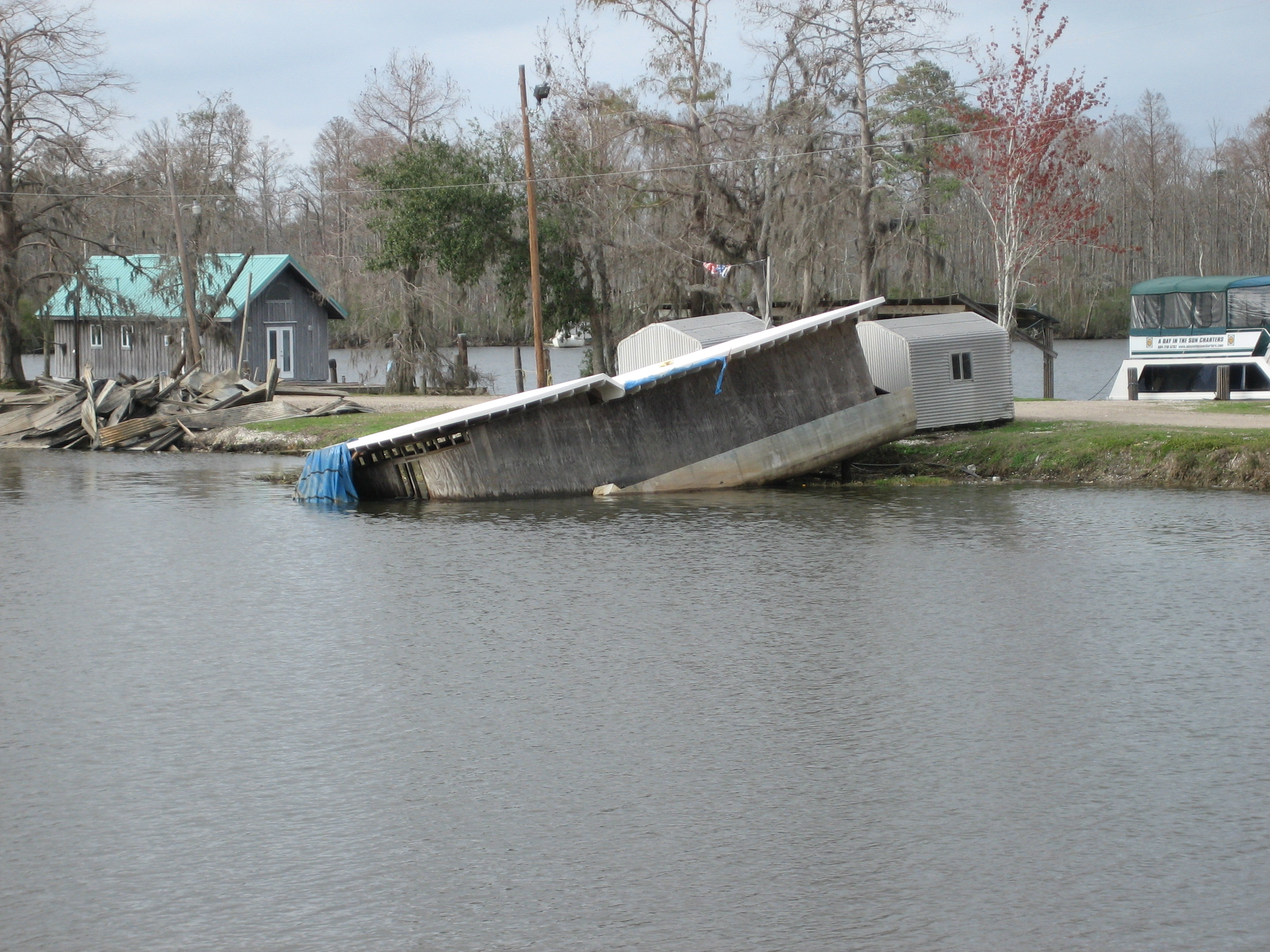
허리케인 카트리나로 인한 수해

수해(水害)는 물에 의한 재해를 말한다. 홍수, 집중호우, 태풍, 해일 등으로 인한 피해가 여기에 속한다. 수재(水災)라고도 하며, 수해로 인해 피해를 입은 사람들을 수재민(水災民)이라고 한다.

## 홍수
2020년 8월 기준, 전국 홍수 피해의 98%는 소하천에서 발생한다. 지방하천 정비율은 45%이며 지방정부가 관리하는데 예산 부족으로 느리게 진행되고 있다. 2018-2019년 수해를 입은 하천 중 98.4%는 지방하천이었다. 국가하천 정비율은 80%이다.

## 같이 보기
- 홍수
- 산사태
- 한국의 강